# Epiplatys singa
Epiplatys singa ist ein westafrikanischer Vertreter der Killifische. Die Art wurde erstmals 1991 nach Deutschland eingeführt und ist als Aquarienfisch bekannt.

## Vorkommen
Die Art kommt in Westafrika im Gebiet von Nigeria und Kamerun vor und bewohnt dort kleine, verkrautete Regenwaldgewässer.

## Erscheinung
Die Fische weisen die für alle Epiplatys-Arten typische hechtähnliche Gestalt mit oberständigem Maul auf. Die männlichen Tiere erreichen in Gefangenschaft eine Gesamtlänge von bis zu sechs Zentimetern, Weibchen bleiben etwas kleiner. Die Grundfarbe ist ein metallisches Silber, die Flossen sind farblos. Der Körper ist mit mehreren Reihen längsstreifenartig angeordneter roter Punkte überzogen, die sich auch auf den Flossen fortsetzen. Die Bauch- und Afterflosse der männlichen Tiere ist spitz ausgezogen, bei den weiblichen Tieren hingegen abgerundet. Die Schwanzflosse ist spatelförmig.

## Lebensweise
Epiplatys singa ist ein oberflächenlebender Lauerjäger. Aus der Deckung unter Schwimmpflanzen heraus werden vor allem kleine Insekten und Wirbellose durch schnelles Vorstoßen erbeutet.

## Fortpflanzung
Die Fische laichen paarweise. Dabei werden im Verlauf mehrerer Tage 80 bis 100 Eier einzeln an Wurzelfasern oder Blätter von Wasserpflanzen angeheftet. Eine Brutpflege findet nicht statt, die Jungfische schlüpfen nach etwa zehn Tagen.